# George Harrison
 Der er flere personer med dette navn, se George Harrison (Nintendo).
George Harrison MBE (født 25. februar 1943, død 29. november 2001) var en britisk musiker, komponist, plade- og filmproducent. Han fik sit gennembrud i The Beatles i 1962, som leadguitarist. Fik med tiden tilnavnet "Den stille beatle", da han dels stod i skyggen af John Lennon og Paul McCartney, men også på grund af sin meget indadvendte og også filosofiske stil. Han var meget søgende inden for det alternative og religiøse (meditation, Hare Krishna og spirituel udvikling) og bekendte sig i 1967 til hinduismen. 

## The Beatles
Især de sidste år af Beatles-tiden slog han sig for alvor fast som sangskriver med numre som Something, While My Guitar Gently Weeps og Here Comes the Sun. Med inspiration fra indisk folkemusik og især Ravi Shankar inddrog han orientalske temaer og instrumenter i The Beatles lydunivers.

## Solo

### 1970'erne
Efter Beatles' opløsning i 1970, udsendte Harrison et tredobbelt album, "All Things Must Pass" (1970) med sange der ikke var plads til på Beatles-pladerne. Op gennem sin karriere foretrak han at leve tilbagetrukket fra mediernes søgelys. Han var medstifter af filmselskabet Handmade Films, som blandt andre står bag Monty Pythons film Life of Brian. I 1974 dannede han sit eget pladeselskab Dark Horse Records, der i 1976 overtog hele hans pladeproduktion efter at kontrakten med EMI var udløbet. Derudover udgav Dark Horse Records plader med bl.a. Splinter, Attitudes og Ravi Shankar.

### 1980'erne
Umiddelbart efter drabet på John Lennon i 1980 ændrede Harrison teksten til sangen All Those Years Ago, oprindeligt skrevet til Ringo Starr, om til en hyldest til John Lennon. Alle tre ex-Beatler var med til at indspille den, selvom det var en Harrison single. Dette var første gang siden bruddet i 1970 at de tre spillede sammen.
Harrison havde et kompliceret forhold til John Lennon. På den ene side beundrede og så han op til John Lennon hele livet og samtidig følte han et svigt fra Lennons side.[kilde mangler]
Harrison indspillede ingen plader i fem år efter Gone Troppe fra 1982 som ikke blev den store kommercielle succes. I 1987 kom han stærkt tilbage med albummet Cloud Nine, der var produceret sammen med Jeff Lynne.
Dannede i 1988 bandet Traveling Wilburys med Roy Orbison, Bob Dylan, Tom Petty og Jeff Lynne under pseudonym som sønnerne af Charles Truscott Wilbury, Sr. Oprindeligt samledes musikerne blot for at indspille et enkelt nummer til en Harrison single, men pladeselskabet mente at sangen (Handle With Care) burde udvides til en hel plade. Hele albummet blev indspillet på blot to uger. Traveling Wilburys indspillede to lp'er, som solgte ganske godt.
En af Harrisons mest succesfulde projekter var hans filmproduktion lavet af hans eget filmselskab Handmade Films. Harrison var en stor ynder af anarkistiske humorister som The Goons og senere Monty Python. Han finansierede Monty Pythons film Life of Brian, da EMI Films sprang fra af frygt for at filmen var for kontroversiel. 
Han optrådte også i flere film bl.a. som natklubsanger i Shanghai Surprise, som Mr. Papadopolous i Life of Brian og ikke mindst i Beatles-parodien The Rutles: All You Need Is Cash skrevet af ex-Monty Python Eric Idle.

### 1990'erneog2000'erne
I 1999 blev Harrison udsat for et overfald, hvor en sindsforvirret knivmand havde sneget sig ind i hans hus. Han blev stukket adskillige gange, og fik bl.a. en punkteret lunge, men overlevede. I 2000 blev George Harrison ramt af lungekræft, men efter en længere behandling så han ud til at komme sig. Glæden varede dog kort, da han i 2001 fik en ny kræftknude – denne gang i hjernen, og nu kunne lægerne ikke længere stille noget op. Harrison var døende. Op til sin død var han i fuldt sving med at indspille et sidste album – i øvrigt hans første studiealbum i 14 år – men han nåede aldrig at færdiggøre det helt. Sammen med de øvrige musikere, færdigindspillede sønnen Dhani Harrison og Jeff Lynne albummet med navnet Brainwashed i november 2002. I øvrigt i overensstemmelse med Harrisons egne anvisninger.
Harrison døde hos en ven i Los Angeles d. 29. november 2001 i en alder af 58 år. 
Den 29. november 2002 (den første årsdag for hans død) afholdes koncerten Concert For George med bl.a. de to tilbageværende Beatler Paul McCartney og Ringo Starr sammen med mange af Harrisons venner til en mindekoncert i Royal Albert Hall i London til fordel for Material World Charitable Foundation.
I 2002 toppede George Harrison (posthumt) og Aaliyah Haughton de amerikanske hitlister med Aaliyahs More than a Woman (Udsendt 7. januar 2002 og toppede listen d. 13. januar 2002). Den blev efterfulgt af Harrisons My Sweet Lord (Genudgivet d. 14. januar 2002 og toppede listen d. 20 januar 2002).
Harrison blev introduceret i Rock and Roll Hall of Fame 15. marts 2004.

## Diskografi

### The Beatles
Medvirkede på samtlige gruppens udgivelser.

### Hovedudgivelser
- Wonderwall Music (Lydspor til film, 1968)
- Electronic Sound (1969)
- All Things Must Pass (1970, remastered 2001)
- The Concert for Bangladesh (1971)
- Living in the Material World (1973)
- Dark Horse (1974)
- Extra Texture (1975)
- Thirty Three & 1/3 (1976, remastered 2004)
- George Harrison (1979, remastered 2004)
- Somewhere in England (1981, remastered 2004)
- Gone Troppo (1982, remastered 2004)
- Cloud Nine (1987, remastered 2004)
- Traveling Wilburys Vol. 1 (1988)
- Traveling Wilburys Vol. 3 (1990)
- Live In Japan (1992, remastered 2004)
- Brainwashed (2002)

### Opsamlingsalbum
- The Best of George Harrison (1976 compilation)
- Best of Dark Horse 1976-1989 (1989 compilation)
- Dark Horse Years 1976-1992 (2004 box-set compilation)
- Let it Roll (2009 compilation)